# Kołoksza (stacja kolejowa)
Kołoksza (ros. Колокша) – stacja kolejowa w miejscowości Kołoksza, w rejonie sobińskim, w obwodzie włodzimierskim, w Rosji. Położona jest na nowym szlaku Kolei Transsyberyjskiej.

## Historia
Stacja powstała w czasach carskich na linii Moskwa – Niżny Nowogród, pomiędzy stacjami Undoł i Włodzimierz.